# Wallace Island Marine Park
Wallace Island Marine Park är en park i Kanada.   Den ligger i Capital Regional District och provinsen British Columbia, i den sydvästra delen av landet, 3 600 km väster om huvudstaden Ottawa. Wallace Island Marine Park ligger 40 meter över havet. Den ligger på ön Wallace Island.
Terrängen runt Wallace Island Marine Park är platt norrut, men söderut är den kuperad. Havet är nära Wallace Island Marine Park norrut. Närmaste större samhälle är North Cowichan, 14,9 km sydväst om Wallace Island Marine Park. 
Runt Wallace Island Marine Park är det ganska glesbefolkat, med 38 invånare per kvadratkilometer.